# بينار أيدينلار
بينار أيدينلار (بالتركية: Pınar Aydınlar)‏ (ولدت في 12 فبراير عام 1979 في مدينة إسطنبول) مغنية الموسيقى الشعبية التركية وكاتبة وسياسية.

## السيرة الذاتية
ولدت بينار أيدينلار في مدينة إسطنبول وهي تعد ابنة لعائلة العلويين ولها نسب من أرضروم. بدأت بينار دورات التقارن عندما بلغت الثالثة عشر من عمرها. وبدأت بينار أيضاً في إعطاء دورات في مختلف المؤسسات حينما بلغت السابعة عشر من عمرها. وفي عام 1995 فازت بينار أيدينلار في المعهد الموسيقي للدولة للموسيقى التركية في جامعة إسطنبول الفنية. وعقب تخرجها من قسم العلوم الأساسية بدأت العمل كفنانة موسيقية محترفة في إسطنبول.

## ألبوماتها
- لابد الغناء – 2003 [1]
- الورد الأحمر – 2007 [1]
- الحلم الأزرق – 2011[1]

## آرائها السياسية
واجهت بينار أيدينلار العديد من الإجراءات القانونية وذلك بسبب الخطابات التي ألقتها في حفلات الفنانين الموسيقية حيث أنها تمتلك آراء يسارية. وفي 25 مارس عام 2009 قُدمت دعوى ضدها لأجل حبسها لمدة عامين وذلك بسبب كلماتها التي ألقتها في الحشد الذي عُقد في ساحة ثكنات تونجلي.
و رشُحت بينار أيدينلار كرئيس مشارك في بلدية بيوكشهر عن حزب الحرية والديمقراطية في الإنتخابات المحلية بعام 2014.

## مقالاتها
- كانت تكتب في صحيفة اليومية اليسارية حيث أنها بدأت مجال النشر بها في 1 أكتوبر عام 2012.

## عائلتها
- تزوجت بينار أيدينلار بتولغا ساغ ابن عارف ساغ في عام 2002 وتطلقت بينار منه في عام 2011. وتعد بينار والدة لتوأم باسم «توبراك وتورنا».[1]

## الأفلام السينمائية التي قامت ببطولتها
- فيما بعد الثورة – 2011

## وصلات خارجية
- سجلت بينار في 12 أكتوبر عام 2012 الموقع الرسمي الخاص بها.